# Вторая баронская война
Вторая баронская война (англ. Second barons’ war; 1264—1267) — гражданская война в Англии между силами группы мятежных баронов во главе с Симоном де Монфором с одной стороны и силами короля Генриха III и его сына, принца Эдуарда, с другой.

## Предыстория
В 1261 году Генрих III получил у Папы Римского Александра IV буллу, освобождавшую монарха от обязательств, принятых во исполнение так называемых Оксфордских постановлений 1258 года, ограничивавших власть короля в развитие положений Великой хартии вольностей и усиливших влияние аристократии. Генрих III нуждался в средствах для ведения войн против Уэльса и Франции, для организации планируемого крестового похода и для поддержки притязаний его младшего сына Эдмунда на трон Сицилии, в связи с чем всё более наращивал финансовые требования к своим подданным в нарушение установленных Великой хартией ограничений королевской власти. В 1262 году король сложил с себя обязательства, принятые во исполнение Оксфордских постановлений. В 1263 году недовольных действиями монарха баронов возглавил Симон де Монфор, Генрих III согласился на посредничество французского короля Людовика IX в разрешении конфликта. В январе 1264 года тот обнародовал так называемое Амьенское соглашение, отвергнутое баронами.

## Ход войны
Мятежники установили контроль над юго-восточными районами Англии и начали осаду Рочестера. 6 апреля 1264 года королевские войска под командованием Генриха III и принца Эдварда овладели замком Нортгемптона, захватив в плен сына Симона де Монфора, и направились к Рочестеру. 14 мая 1264 года состоялась битва при Льюисе, завершившаяся решительной победой восставших, Генрих III и принц Эдвард попали в плен.
В июне 1264 года три выборщика (сам Симон де Монфор, Гилберт де Клер, 7-й граф Глостер, и епископ Чичестерский Стивен Берстед) созвали, вместо предусмотренного «Оксфордскими постановлениями» Совета пятнадцати, Совет девяти. Только с согласия этого органа король мог назначать министров и принимать важные решения по управлению страной. К началу 1265 года авторитет Совета девяти был подорван бегством некоторых его членов и отлучением от церкви, наложенным Папой Римским на Симона де Монфора и его сторонников. Тем не менее, 25 февраля 1265 года король назначил канцлером члена Совета девяти — Томаса де Кантелупа. С января по март 1265 года в Вестминстерском дворце заседал парламент Монфора, отличавшийся от всех предыдущих парламентов наличием среди депутатов, помимо рыцарей и высшего духовенства, представителей городов. Лондон и каждый из пяти портов представляли по четыре человека, остальные города — по двое, что позволяет исследователям называть парламент Монфора «зародышем» Палаты общин. С другой стороны, обращение лидера мятежников за поддержкой к «третьему сословию» свидетельствовало о падении его влияния среди баронов.
28 мая 1265 года принц Эдвард бежал из Херефорда, после чего сначала укрылся у Роджера Мортимера в замке Вигмор, а затем присоединился в Ладлоу (Шропшир) к силам Глостера, перешедшего на сторону короля.
Поскольку силы восставших были разделены долиной реки Северн, занятой рыцарями принца Эдварда, Де Монфор со своими силами отправился к замку Кенилворт в Уорикшире, где должен был встретиться с войсками своего сына Симона де Монфора младшего и образовать армию, численно превосходящую силы роялистов. Однако, Эдвард нанёс удар первым и 31 июля 1265 года разгромил армию Де Монфора младшего, вынудив оставшихся в живых укрыться в замке Кенилворт и наблюдать оттуда за дальнейшими событиями, не имея возможности в них вмешаться. Подошедшие к условленному месту силы Де Монфора встретили превосходящую их численно армию Эдварда. 4 августа 1265 года состоялась битва при Ившеме, в которой войска мятежников потерпели поражение, а Де Монфор погиб. Через год роялисты начали осаду замка, которая продолжалась до 14 декабря 1266 года. Младший Де Монфор сумел бежать и присоединился к силам мятежников в Линкольншире, в болотах так называемого острова Эксхольм, но в декабре 1265 года принц Эдвард вынудил их сдаться, пообещав сохранение жизни. Младший Де Монфор сумел бежать и в следующем году оставил Англию, некоторые из сдавшихся баронов нарушили своё слово и позднее укрылись на «острове Или» (см. ниже).
15 мая 1266 года состоялась битва при Честерфилде (Дербишир), в которой роялисты под командованием племянника короля Генриха Алеманского нанесли восставшим новое поражение. Уцелевшие мятежники бежали и укрылись на так называемом острове Или в болотах реки Уз (ныне территория графства Кембриджшир), но принц Эдвард летом 1267 года вынудил их подчиниться короне.
В апреле 1267 года граф Глостер, недовольный размером вознаграждения за оказанные короне услуги и чересчур жёсткими репрессиями по отношению к потерпевшим поражение баронам, снова переменил сторону и занял со своим отрядом Лондон. Истощённая войной королевская армия не имела возможности осадить столицу, однако и сам Глостер не был способен к дальнейшим наступательным действиям. Проживавший в Тауэре папский легат понуждал стороны к переговорам, посредниками в которых выступили Ричард Корнуоллский, Генрих Алеманский и юстициарий Филипп Бассет. Вследствие достигнутых соглашений Глостер вывел свои силы из Лондона, но к июню 1267 года роялисты всё же осознали невозможность достижения победы чисто военными средствами, в силу чего король помиловал группу мятежников, обратившихся к нему с такой просьбой. 29 сентября 1267 года в городе Монтгомери было подписано мирное соглашение с принцем Уэльса Лливелином, в ноябре того же года король подписал Статут Мальборо, во многом подтверждавший Оксфордские постановления.

## Хроника событий
- 14 мая 1264 года — Битва при Льюисе — Генрих III и Эдвард попадают в плен
- 15 мая 1264 года — Льюисское соглашение
- Июнь 1264 года — учреждён Совет девяти
- Январь 1265 года — парламент собирается в Вестминстерском дворце
- 28 мая 1265 года — принц Эдвард бежит из плена
- 4 августа 1265 года — Битва при Ившеме — бароны терпят поражение, Симон де Монфор погибает. Командование силами мятежников принимает его сын, Симон де Монфор младший[англ.]
- Июнь 1266 года — начало осады королевскими войсками последнего оплота баронов — замка Кенилворт
- 31 октября 1266 года — Кенилвортский эдикт[12]
- Декабрь 1266 года — сдача замка Кенилворт
- 1267 — Статут Мальборо

## Значение
В ходе войны Симон де Монфор первым в Англии стал созывать сословно-представительное собрание — парламент. В нём приняли участие не только прелаты и аристократы, лично приглашённые королём, но также выборные представители рыцарства и городов, имевшие много общих интересов. Даже после подавления восстания Генрих III и его сын Эдуард I продолжали созывать парламент, хотя в тот период он сохранял лояльность монархии и не представлял для неё большой опасности.
По состоянию на начало XXI века продолжали действовать четыре из двадцати девяти статей статута Мальборо: 1-я, 4-я, 15-я (их часто определяют общим наименованием Distress Act 1267) о порядке выплаты компенсаций за понесённый ущерб и 23-я (Waste Act 1267), требующая от арендаторов принимать меры против истощения используемых ими сельскохозяйственных земель. На этом основании статут Мальборо считается старейшим действующим законом Великобритании.